# Pachycephala albiventris
Pachycephala albiventris е вид птица от семейство Pachycephalidae.

## Разпространение
Видът е разпространен във Филипините.